# Bothynus quadridens
Bothynus quadridens är en skalbaggsart som beskrevs av Taschenberg 1870. Bothynus quadridens ingår i släktet Bothynus och familjen Dynastidae. Inga underarter finns listade.